# Thüringerberg
Thüringerberg ist eine Gemeinde in Österreich in Vorarlberg im Bezirk Bludenz mit 738 Einwohnern (Stand 1. Jänner 2024).

## Geografie
Thüringerberg liegt im westlichsten Bundesland Österreichs, Vorarlberg, im Bezirk Bludenz auf fast 900 Metern Höhe. Am Eingang des Großen Walsertales steigt das Gemeindegebiet von der Lutz 300 Meter nach Norden zu einer Höhenstufe an, wo der Ort am Südhang des Walserkammes liegt. Mehr als der Hälfte der zehn Quadratkilometer großen Fläche sind bewaldet, etwa ein Viertel wird landwirtschaftlich genutzt und fast zwanzig Prozent sind Almen.

### Gliederung
Es existieren keine weiteren Katastralgemeinden in Thüringerberg. Der Ort gliedert sich in die Parzellen Außerberg, Gaden, Hagen, Innerberg,  Kapiescha, Maiern, Oberrain und Schloss.

### Nachbargemeinden
|               | Laterns (FK)                                |            |
| Schnifis (FK) | Kompassrose, die auf Nachbargemeinden zeigt | St. Gerold |
|               | Thüringen                                   | Ludesch    |

## Geschichte
Das Gebiet westlich vom Falsterbach, das auch Schloßtobel genannt wird, war bereits um 800 besiedelt. Eine Urkunde vom 9. Juni 831 nennt ein „Montaniola“, das wahrscheinlich die Berghalde Richtung Schlins bezeichnet. Die Herrschaft der Blumenegg umfasste die heutigen Orte Bludesch, Ludesch, Thüringen und Thüringerberg. Die Burg, deren Ruine sich in Thüringerberg befindet, wird 1265 erstmals erwähnt. In den Jahren 1405 wird die Burg im Appenzellerkrieg zerstört, aber fünf Jahre später wieder aufgebaut. Als die Burg 1774 niedebrennt, wird sie nicht wieder aufgebaut.
Mit dem Erwerb der Gebiete Blumenegg und St. Gerold gelangen die Habsburger 1804 in den gesamten Besitz von Vorarlberg. Bereits ein Jahr später fallen ganz Tirol und Vorarlberg im Frieden zu Pressburg an Bayern, kommen aber 1814 wieder zu Österreich.
Während der anschließenden Industrialisierung Vorarlbergs blieb Thüringerberg weiterhin von der Landwirtschaft geprägt.
Zum österreichischen Bundesland Vorarlberg gehört Thüringerberg seit der Gründung 1861. Der Ort war 1945 bis 1955 Teil der französischen Besatzungszone in Österreich.

### Bevölkerungsentwicklung
Am 31. Dezember 2002 hatte die Gemeinde inklusive der Zweitwohnsitze 702 Einwohner. Der Ausländeranteil lag dabei bei 5,7 Prozent.

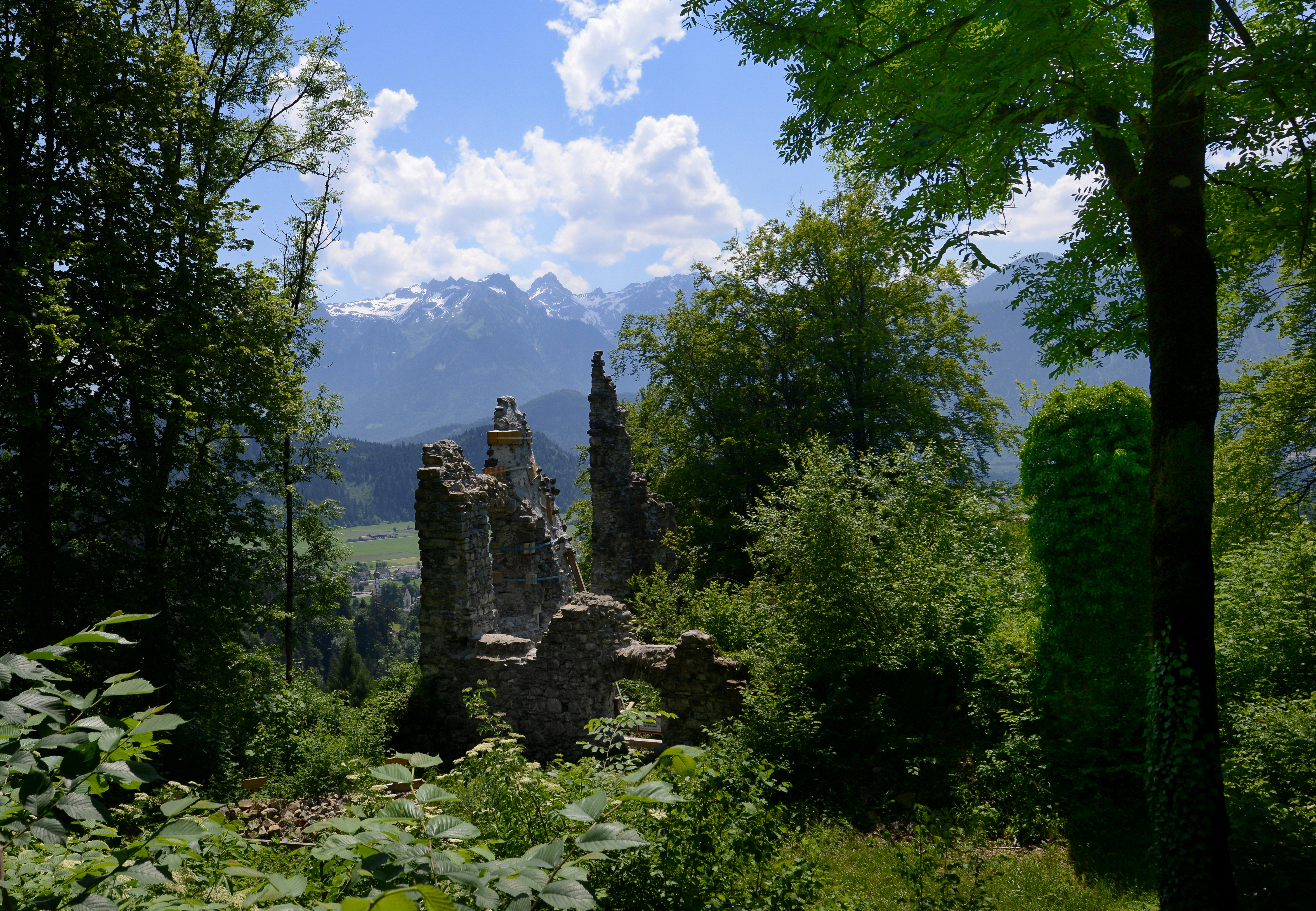
Burgruine Blumenegg

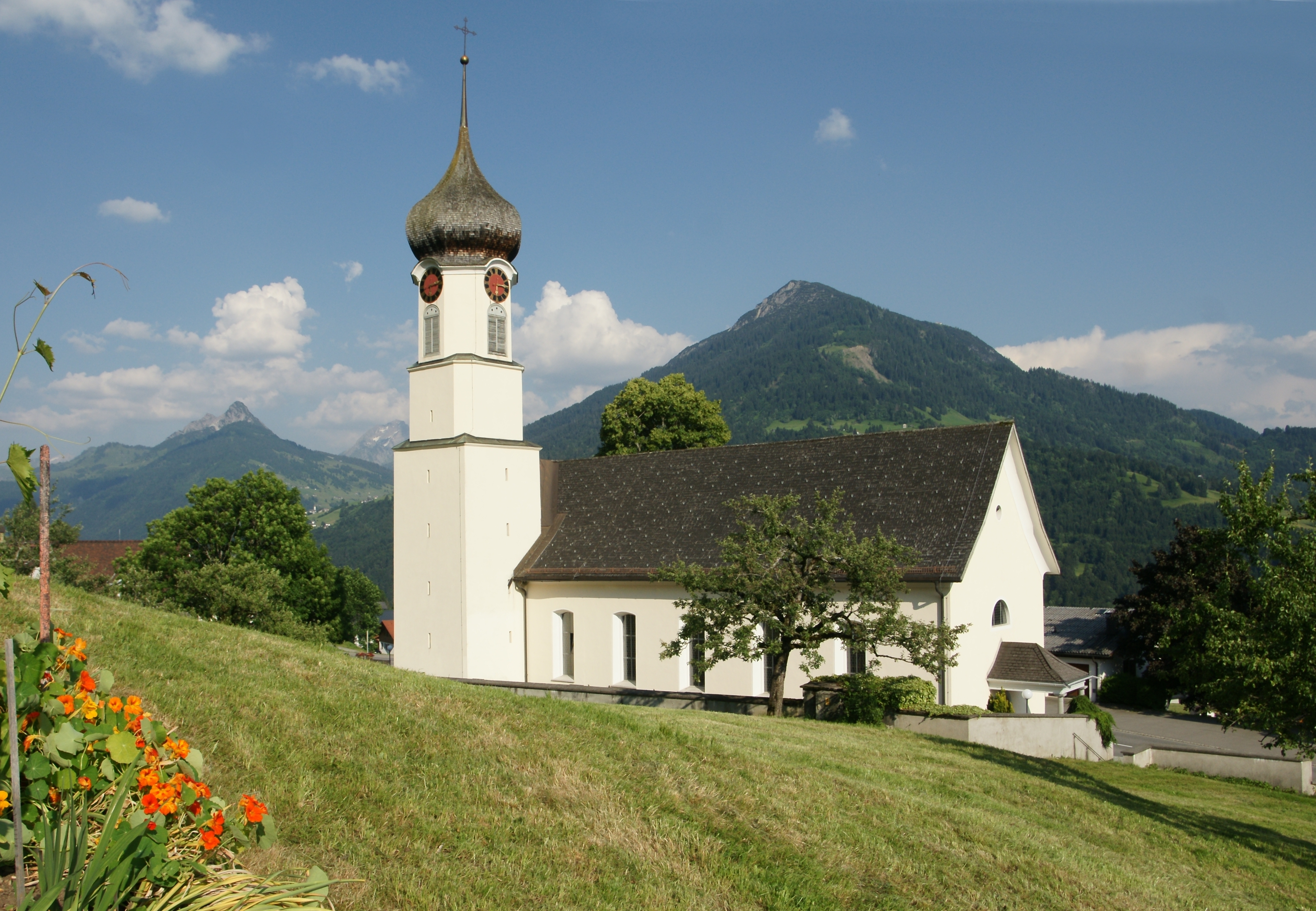
Pfarrkirche Thüringerberg

## Kultur und Sehenswürdigkeiten
- Burgruine Blumenegg
- Kath. Pfarrkirche hl. Andreas mit Friedhof

## Wirtschaft und Infrastruktur

### Wirtschaftssektoren
Von den 28 landwirtschaftlichen Betrieben des Jahres 2010 wurden 13 im Haupt-, 13 im Nebenerwerb und zwei von juristischen Personen geführt. Diese zwei bewirtschafteten mehr als die Hälfte der Flächen. Die Erwerbstätigen im Produktionssektor verteilten sich auf die Herstellung von Waren und die Bauwirtschaft. Der größte Arbeitgeber im Dienstleistungssektor waren die sozialen und öffentlichen Dienste. Sie beschäftigten 32 der 56 Angestellten.
| Wirtschaftssektor            | Anzahl Betriebe | Anzahl Betriebe | Erwerbstätige | Erwerbstätige |
| Wirtschaftssektor            | 2011            | 2001            | 2011          | 2001          |
| ---------------------------- | --------------- | --------------- | ------------- | ------------- |
| Land- und Forstwirtschaft 1) | 28              | 31              | 27            | 25            |
| Produktion                   | 12              | 12              | 29            | 46            |
| Dienstleistung               | 28              | 20              | 56            | 47            |

1) Betriebe mit Fläche in den Jahren 2010 und 1999
| Von den über 300 Erwerbstätigen, die 2011 in Thüringerberg lebten, arbeitete ein Viertel in der Gemeinde, drei Viertel pendelten aus. Am Ort gibt es (Stand Januar 2021) 32 Schüler. In Thüringerberg gibt es zudem einen Kindergarten. | Die zur Anzeige dieser Grafik verwendete Erweiterung wurde dauerhaft deaktiviert. Wir arbeiten aktuell daran, diese und weitere betroffene Grafiken auf ein neues Format umzustellen. (Mehr dazu) |

## Politik

### Gemeindevertretung
In Vorarlberg wählen die Bürger alle fünf Jahre die Mitglieder der Gemeindevertretung durch Ankreuzen eines Listen-Wahlvorschlages bzw. durch Mehrheitswahl wenn kein Listenvorschlag vorliegt. Weiters den Bürgermeister durch Ankreuzen eines Wahlvorschlages.
Die Gemeindevertretung wählt in der konstituierenden Sitzung aus ihrer Mitte – sofern keine Wahl durch die Bürger zustande kam – gemäß § 61 Gemeindegesetz einen Bürgermeister und dann einen mindestens dreiköpfigen Gemeindevorstand. Die Zahl dieser „Gemeinderäte“ darf aber gemäß § 55 den vierten Teil der Zahl der Gemeindevertreter nicht übersteigen.
Der Bürgermeister führt den Vorsitz bei den generell öffentlichen Sitzungen der Gemeindevertretung, in denen kommunale Belange besprochen und Beschlüsse gefasst werden. Beobachter haben kein Mitspracherecht und kein Stimmrecht. Die Gemeindevertretung kann nach Bedarf Ausschüsse bestellen. Sitzungen des Gemeindevorstandes und der Ausschüsse sind nicht öffentlich.

#### Sitzverteilung nach den Wahlen
- Gemeindevertretungswahlen 1985: Einheitsliste 7, Ortsliste der freien Wählerschaft 5 .[11]
- Gemeindevertretungswahlen 1990: Liste Thüringerberg 12.[12]
- Gemeindevertretungswahlen 1995: Liste Thüringerberg 12.[13]
- Gemeindevertretungswahlen 2000: Liste Thüringerberg 12, FPÖ 1.[14]
- Gemeindevertretungswahlen 2005: Liste Thüringerberg 9, FPÖ 3.[15]
- Gemeindevertretungswahlen 2010: Liste Thüringerberg 8, Bürger für Thüringerberg 4.[16]
- Gemeindevertretungswahlen 2015: Thüringerberg Gemeinsam 12.[17]
- Gemeindevertretungswahlen 2020: Thüringerberg Gemeinsam 12.[18]
- Gemeindevertretungswahlen 2025: Thüringerberg Gemeinsam 12.[19]

### Bürgermeister
- 1945–1950 Engelbert Müller[20]
- 1950–1955 Stephan Fischer[20]
- 1955–1975 Alois Müller[20]
- 1975–1995 Benedikt Bischof[20]
- 1995–1998 Alois Fetzel[20]
- seit 1998 Wilhelm Müller[20][21][22][23]

### Wappen
Das Gemeindewappen wurde 1969 verliehen.
Blasonierung: In Blau über rotem Dreiberg, der mit einem Schild mit drei silbernen und blauen Wolkenbalken belegt ist, eine rotbedachte silberne Burg mit zwei Erkerchen und je einer rotbe-dachten Wehrmauer.

## Persönlichkeiten

### Söhne und Töchter der Gemeinde
- Nikolaus Moll (* 1676 in Blumenegg; † 1754 in Innsbruck), Barockbildhauer
- Johann Müller (* 1875 in Thüringerberg; † 1940 in Bludesch), Gastwirt und Politiker, Abgeordneter zum Vorarlberger Landtag
- Stephan Fischer (* 1921 in Thüringerberg; † 1986 in Rankweil), Politiker (ÖVP) und Landwirt
- Alexander Marxer (* 1964 in Thüringerberg), Politiker (VU)